# Kapitan bojne ladje (SFRJ)
Kapitan bojne ladje (srbohrvaško: Kapitan bojnog broda) je bil visoki častniški vojaški čin Jugoslovanske vojne mornarice, ki je delovala v sestavi Jugoslovanske ljudske armade.
V Kopenski vojski in Jugoslovanskem vojnem letalstvu mu je ustrezal čin polkovnika, v trenutni Natovi shemi činov (STANAG 2116) ustreza razredu OF-6 in v Slovenski vojski mu ustreza čin kapitana bojne ladje.